# Chiunzi
Il valico di Chiunzi è un passo dei Monti Lattari che collega l'agro nocerino-sarnese con la costiera amalfitana attraverso i comuni di Sant'Egidio del Monte Albino e Tramonti in provincia di Salerno.

## Geografia

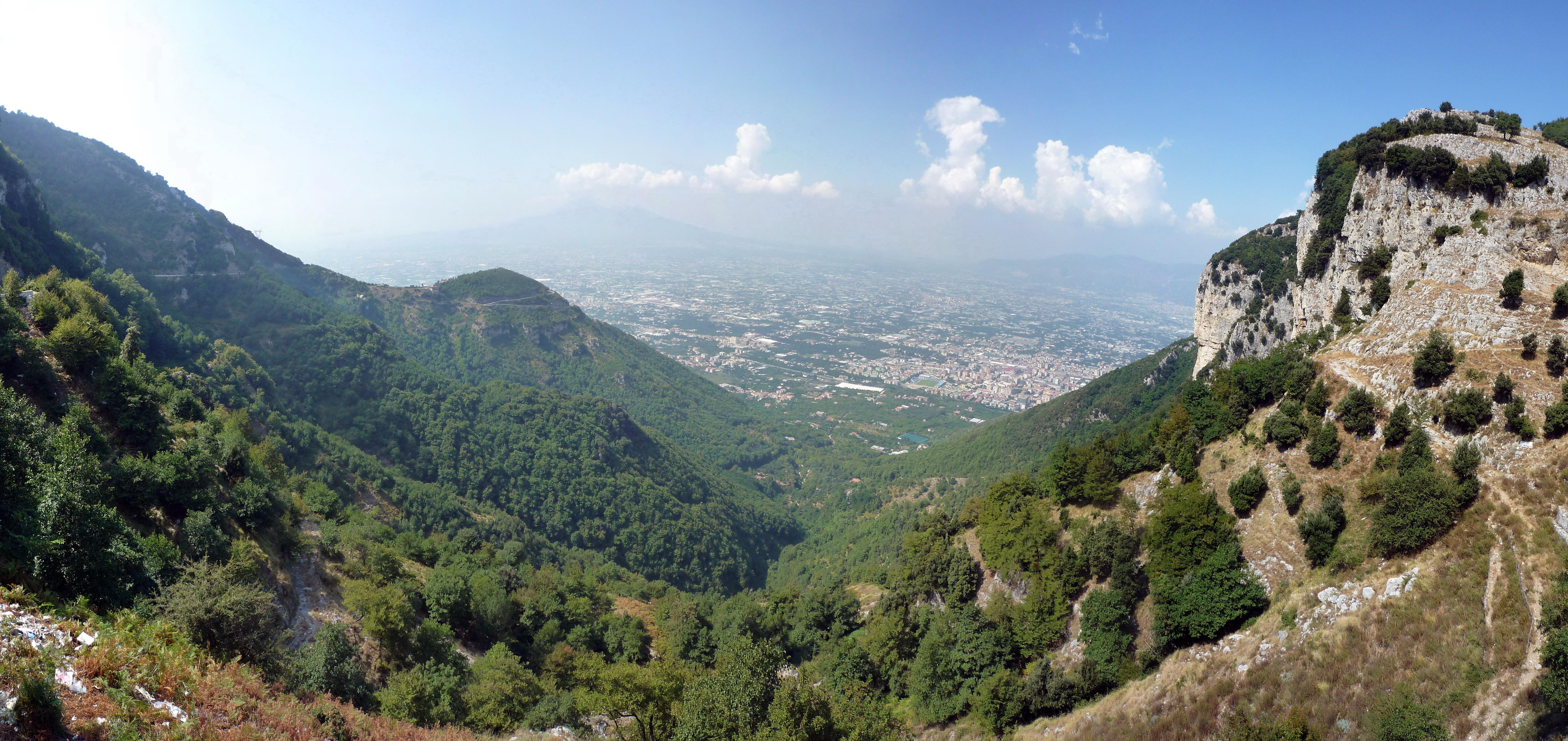
Vista di Monte Chiunzi

Il valico si trova sul confine fra i territori comunali di Sant'Egidio del Monte Albino e Tramonti, collocato a 656 m s.l.m. presso la vetta del monte Chiunzi (880 m), una cima del massiccio dell'Albino, appartenente ai monti Lattari.
Al valico si accede tramite le strade provinciali 2/a San Lorenzo-Corbara-Chiunzi e la 2/b Chiunzi-Polvica-Maiori. Il primo tratto del percorso prevede l'attraversamento di Sant'Egidio del Monte Albino e di Corbara. Una volta arrivati al valico, si entra nel territorio di Tramonti e la strada presenta una biforcazione: il tronco viario principale si dirige verso Maiori, mentre un altro, la SP 1 Innesto SP 20 (Ravello)-Innesto SP 2 (Valico di Chiunzi) caratterizzato da una pendenza meno accentuata, a tratti con salita accentuata, e da una maggiore panoramicità, si indirizza verso Ravello, attraverso la frazione di Cesarano  lì ad Amalfi.

## L'origine del nome
In molti documenti, a partire dall'epoca medioevale e fino alla seconda metà del XIX sec., il nome Chiunzi lo si trova scritto come Punczo, la cui probabile etimologia è la parola latina punctio, cioè puntura e, quindi, per estensione "a forma di punta", "appuntito".

## La storia
Probabilmente, fin dai tempi remoti, il valico costituì un'importante via di comunicazione tra l'entroterra ed il mare, anche se la strada, che lo collegava al fondovalle, era poco più che una mulattiera (Via Mandrino - Sant'Egidio del Monte Albino), nota come la via delle tramontane.
A conferma della strategicità del tracciato, va evidenziato che il valico risulta presidiato da una imponente Torre normanna, ancora in ottimo stato di conservazione, che può essere stata usata tanto per motivi militari (torre di avvistamento o presidio), che per motivi fiscali (posto di dogana).
Nell'alto medioevo la strada che portava a Chiunzi era nota come agella, nome che stava ad indicare anche però due differenti aree della vicina Nocera.

### Il tratto viario Maiori-Chiunzi
La questione di partenza, trascinatasi, forse, per qualche secolo, era costituita dal pessimo collegamento esistente tra Vietri sul Mare ed Amalfi, tanto che, nei secoli XVI, XVII e XVIII, i traffici commerciali tra Salerno e la costiera avvenivano quasi esclusivamente via mare, cosa che poneva seri problemi di approvvigionamento nei mesi invernali. Per cui, quando nel 1806, durante il decennio francese, il governo del Regno di Napoli decise di occuparsi della faccenda, furono avanzate due proposte, una da parte di Amalfi, che chiedeva che si costruisse una strada che la collegasse con Gragnano e Castellammare di Stabia, e l'altra, da parte del Comune di Maiori, che chiedeva di realizzare un collegamento con Vietri e Salerno.
Tra le due proposte, ne fu scelta una terza.
Con Decreto dell'11 giugno 1811, Gioacchino Murat dispose che si realizzasse una strada di collegamento tra Maiori e Nocera via Chiunzi. Tuttavia, a causa della sconfitta dei napoleonidi, fu realizzato solo il tratto tra Maiori e Chiunzi. Per il secondo tratto, quello che avrebbe dovuto unire il valico con l'Agro Nocerino, bisognò attendere altri sessanta anni e l'arrivo dei piemontesi.

### La strada Chiunzi-Sant'Egidio del Monte Albino-Corbara

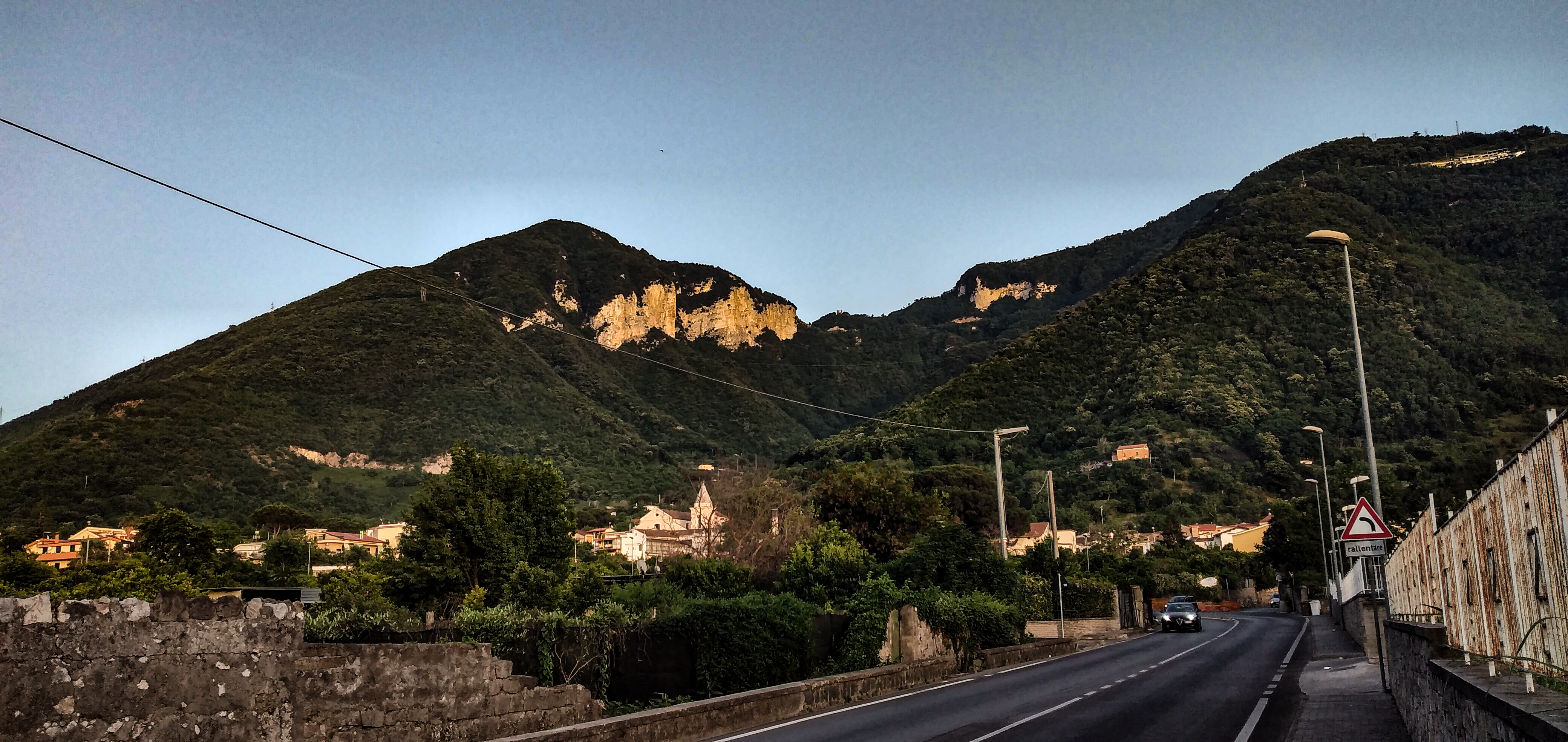
Il valico di Chiunzi visto da Sant'Egidio del Monte Albino

Nel 1861, il Comune di Corbara si prefisse di realizzare un comodo accesso alla via Stabiana, la strada che, sin dal tempo dei romani, collega Nocera Inferiore con Castellammare di Stabia. Così, pur tra mille difficoltà, nel periodo tra il 1864 ed il 1877, l'opera fu realizzata.
In quegli stessi anni, l'ingegnere Giuseppe Bellotti veniva incaricato dall'amministrazione del neo costituito Regno d'Italia di redigere un progetto per la sistemazione e l'ampliamento della mulattiera, detta via delle tramontane, per completare l'opera voluta da Murat.
Sollecitato dall'Amministrazione di Corbara, Bellotti, prese in considerazione la possibilità di apportare una variante al progetto, che prevedesse di includere l'abitato di Corbara nel tracciato a realizzarsi.
Dopo opportuni sopralluoghi, il tecnico si convinse che il nuovo tracciato presentava una serie di vantaggi: primo fra tutti il fatto che il dislivello tra la quota del Valico e Corbara era molto più contenuto rispetto a quello esistente tra il Valico e il fondovalle. Per cui, il 23 agosto 1877, l'ing. Bellotti predispose un nuovo elaborato, che fu approvato subito dopo.
Va detto, però, che la sua realizzazione, venti anni dopo, era ancora in corso, sia per lo scarso interesse mostrato dal Comune di Sant'Egidio del Monte Albino verso l'opera, sia perché fu necessario apportare una variante importante al progetto Bellotti, nella parte di tracciato compresa tra la località Torricchio e il Belvedere che guarda verso la grande parete rocciosa di Chiunzi.
GIRO D'ITALIA
Durante il Giro d'Italia del 1997 Marco Pantani cadde in questa zona, perché un gatto gli taglio' la strada. Il pirata, dopo essere sbattuto a velocità sostenuta contro le rocce, non riuscì a rientrare in gruppo e concluse la tappa con estrema fatica, scortato al traguardo dai compagni di squadra per poi ritirarsi dalla corsa rosa.
26 anni dopo l'accaduto, il Giro d'Italia 2023, torna in questo punto dove, dal 26 marzo dello stesso anno campeggia una targa in memoria del grande campione scomparso. La sesta tappa della centoseiesima edizione della corsa rosa infatti, partita da Napoli, attraversa la penisola sorrentina per poi giungere, dopo una salita impegnativa di 8.3 km al 6.3% di pendenza, proprio sul Valico di Chiunzi. La tappa dell'11 maggio 2023 viene vinta in volata dal danese Mads Pedersen.